# Туризм в Доминике
Туризм в Доминике выражается, в основном, в пеших прогулках по тропическому лесу и представляет собой, главным образом, круизный туризм.
Туристическая индустрия Доминики не так развита, в сравнении с другими Карибскими островами. На протяжении многих лет пересечённая местность, отсутствие белых пляжей и слаборазвитая инфраструктура препятствовали крупномасштабному развитию туризма. В последние годы Доминика успешно позиционирует себя как «природный остров Карибского моря», стремясь привлечь эко-туристов, интересующихся пейзажами и дикой природой. Правительство понимает, что интенсивный туризм несовместим с сохранением экосистемы острова, и в 1997 году подписало соглашение с Green Globe, экологическим подразделением Всемирного совета по путешествиям и туризму, о развитии острова как «образцового для направления экотуризма».
В то же время правительство поощряет постоянный рост туристического потенциала Доминики за счёт строительства множества новых отелей и значительных инвестиций для создания благоприятных условий для круизных судов. В частности, новая пристань для круизных лайнеров в заливе Принс-Руперт, недалеко от Портсмута, резко увеличила количество судов, заходящих ежегодно в городской порт, повысив доходность. Ежегодное количество туристов, прибывающих в страну, оценивается примерно в 200 000 человек, из которых около 75 000 приезжают постоянно. Подавляющее большинство — круизные туристы, прибывающие в Доминику на круизных лайнерах, и проводящие на острове очень ограниченное время. Доходы от туризма достигли 49 миллионов долларов США в 1999 году.
По сравнению со многими другими карибскими островами, туристическая индустрия Доминики может считаться недостаточно развитой (65 000 посетителей в год). Например, в Доминике нет всемирно известных сетей отелей.
Однако на Доминике есть несколько известных туристических мест, таких как Индийская река в Портсмуте, Изумрудный бассейн, Трафальгарский водопад, Скоттс-Хед (место, где Атлантический океан встречается с Карибским морем) и второе по величине кипящее озеро в мире в национальном парке Морн-Труа-Питон. Непосредственно сам национальный парк внесён в список Всемирного наследия. В статье New York Times 2005 года сообщалось, что местные жители, считают, что озеро Бойлинг уменьшилось в размерах из-за землетрясения.
В этой островной стране также есть множество подходящих мест для дайвинга с крутыми обрывами, здоровой морской средой и рифами.
В 2004 году Доминика была выбрана одним из основных мест съемок фильма «Пираты Карибского моря: Сундук мертвеца» и его сиквела «На краю света» из-за особенностей доминикской природы. Хампстед, Индиан-Ривер, Лондондерри-Ривер, Суфриер и Вьей-Кас (населённый пункт на севере острова) были выбраны для съёмок. Съёмки закончились 26 мая 2005 года.
Celebrity Cruises, Carnival Cruise Lines, Princess Cruise Lines и Oceania Cruise Lines сделали Доминику одним из своих портов захода. Другие Малые Антильские острова, например, Сент-Томас, Барбадос, Сент-Люсия и Антигуа, более подходят для круизных путешествий.
Соломенные рынки Доминики открываются по вторникам, когда причаливают круизные лайнеры. Эти магазины принадлежат местным жителям и расположены на главной улице прямо перед пирсом, или за музеем Доминики. Других соломенных рынков в северной части острова нет.